# Chaerophyllum roseum
Chaerophyllum roseum är en flockblommig växtart som beskrevs av Friedrich August Marschall von Bieberstein. Chaerophyllum roseum ingår i släktet rotkörvlar, och familjen flockblommiga växter. Inga underarter finns listade i Catalogue of Life.